# Куріхін Федір Миколайович
Куріхін Федір Миколайович (рос. Фёдор Николаевич Курихин; 1882—1951) — російський і радянський актор театру і кіно. Заслужений артист РРФСР (1934).

## Життєпис
Народився 8 січня 1882 р. в Санкт-Петербурзі.
Закінчив Імператорські акторські курси при Александрінському театрі (1906) в Петербурзі.
Працював у театрах Петербурга, Києва, Москви.
У 1919 році взяв участь в організації в Києві з К. О. Марджановим і Ю. Е. Озаровським естрадного театру «Кривий Джиммі».
Актор і один з організаторів Театру сатири в Москві (1924).
Виступав на естраді, знімався на різних кіностудіях країни. Працював на озвучуванні мультфільмів «Теремок» (1945, Вовк) і «Сіра Шийка» (1948, читає текст).
Син — режисер-постановник Микита Куріхін (1922—1968).
Помер 1951 р. в Москві.

## Вибрана фільмографія
| Рік  | Фільм           | Оригінальна назва   | Роль                                        |
| ---- | --------------- | ------------------- | ------------------------------------------- |
| 1934 | Веселі хлоп'ята | рос. Весёлые ребята | факельник                                   |
| 1936 | Воротар         | рос. Вратарь        | ексцентричний уболівальник з хворими зубами |
| 1936 | Цирк            | рос. Цирк           | капітан Борнео                              |
| 1938 | Багата наречена |                     | дід Наум                                    |